# 濩澤公主
濩澤公主（?—?），中国南北朝北魏公主，
濩澤公主下嫁归顺北魏的柔然贵族闾大肥。闾大肥是柔然可汗大檀的弟弟。魏道武帝先将女儿华阴公主下嫁给他，后华阴公主死后，魏道武帝再将女儿濩泽公主嫁与闾大肥为妻。其子闾贺。

## 资料
- 《北史 卷二十 列传第八》